# Janne Karlsson (ishockeytränare född 1958)
Jan Tordh Ingemar "Janne" Karlsson, född 28 augusti 1958 i Åseda, är en svensk ishockeytränare och tidigare ishockeyspelare (back). 

## Biografi
Janne Karlsson är uppvuxen i Åseda i Småland. Han var i många år assisterande tränare i Frölunda HC, under bland andra Conny Evensson och Stephan "Lillis" Lundh. Karlsson fick i februari 2004, i praktiken tidigare, efterträda Conny Evensson på grund av dennes sjukdom, och var huvudtränare säsongen ut. Som assisterande tränare i Frölunda var Karlsson med och vann två SM-guld, 2003 och 2005. 
Inför säsongen 2006/2007 tog Karlsson tjänstledigt från Frölunda för att tillsammans med Gunnar Persson träna Linköping HC. I januari 2007 fick Persson sparken och Karlsson tog över huvudtränaransvaret resten av säsongen. Karlsson sade upp sig från sin position som assisterande tränare i Tre Kronor och för att bara arbeta med Elitserien.
Till säsongen 2009/2010 kontrakterades HV71 Janne Karlsson till uppdraget som huvudtränare för klubben för tre säsonger (2011/2012). Han fick dock lämna uppdraget som tränare i HV71 redan i mars 2011. I juni samma år meddelade KHL-klubben Atlant Mytisjtji att de kontrakterat Karlsson som assisterande tränare till Bengt-Åke Gustafsson. När Gustafsson fick sparken den 3 november 2011 fick Janne ta över uppdraget som huvudtränare.
I januari 2013 meddelades att Karlsson tagit över huvudtränarskapet i Rögle BK, som då låg sist i Elitserien. Karlsson misslyckades dock med att rädda laget kvar i högsta serien, och efter säsongen skildes han och Rögle åt.

## Meriter
- SM-guld med Frölunda HC 2003, 2005, HV71 2010
- Landskamper: 2 A och 7 B
- OS-guld 2006 i Turin som assisterande tränare tillsammans med huvudtränare Bengt-Åke Gustafsson och assisterande tränare Anders Eldebrink.
- VM-guld i Lettland 2006 som assisterande tränare tillsammans med huvudtränare Bengt-Åke Gustafsson och assisterande tränare Anders Eldebrink.
- SM-silver med Linköping HC som tränare säsongen 2006/2007 och 2007/2008.
- SM-silver med Frölunda HC som assisterande tränare säsongen 2005/2006

## Klubbar
- Åseda IF
- HV71 (1979-1980)
- Västra Frölunda HC (1981-1990)
- Mörrums GoIS IK (1990-1993)

## Tränaruppdrag
- Mörrums GoIS IK (1993-1995)
- Frölunda HC (1995-2006) (juniortränare, assisterande tränare, tränare, assisterande tränare)
- Tre Kronor (2003-2006) (assisterande coach)
- Linköping HC (2006-2008)
- Frölunda HC (2008-2009 ) assisterande tränare
- HV71 (2009-2011) huvudcoach
- Rögle BK (2013) huvudcoach
- Danska Lejonen (2013-) Huvudcoach[8]